# 蚯蚓
蚯蚓是对环节动物门环带纲寡毛类动物的通称。在過往的科学分类中，它们属于单向蚓目；但根據現時台灣生物多樣性資訊入口網（TaiBIF）的紀錄，蚯蚓物種分佈於環帶綱之下的三個目，即：單向蚓目（Haplotaxida）、鏈胃蚓目（Moniligastrida）及顫蚓目（Tubificida）。身體细长，兩側對稱，由很多环節组成，每节外形都很相似。沒有骨骼，在體表覆蓋一層具有色素的薄角質層。蛋白質含量達70%，其餘有微量元素，如磷、鈣、鐵、鉀、鋅、銅以及多種維生素。除了身體前兩節之外，其餘各節均具有剛毛。屬雌雄同體，異體受精，生殖時藉由環帶產生卵繭，繁殖下一代。目前已知的蚯蚓有3000多種，其中生活在澳大利亚的吉普斯兰大蚯蚓体长可达3米以及生活在非洲南部的一種巨型蚯蚓（Microchaetus rappi）在金氏世界紀錄被描述体长為6.7米
循環系統為封閉式循環系統，消化管為一由前至後延伸的管狀構造，排泄則經由肛門或腎管進行，喜食腐質的有機廢棄物。以皮膚呼吸，會從背孔分泌黏液以保持皮膚的濕潤。古人誤以為蚯蚓出土時會發出聲音。
在大雨過後，常見蚯蚓爬出洞口遭太陽曬死，目前學界對此仍無定論，應該不是怕水的原因（蚯蚓可在水中存活），可能原因包含生病、地底氧氣不足、二氧化碳過多（研究證實在二氧化碳環境下蚯蚓極快死亡）等。
蚯蚓在中藥裡叫地龍（開邊地龍、廣地龍），《本草綱目》稱之為具有清熱、息風、平喘、通络、利尿等作用。古代還有以蚯蚓水治療中邪的記載。蚯蚓在1837年被生物學家達爾文稱之為地球上最有價值的動物。

## 名称
蚯蚓，又名鸭虫、地龍、堅蠶、引無、卻行、寒欣、鳴砌、黄犬、蛐蟮、䘆、螼、䖤蟺、蟺。

## 外形特征

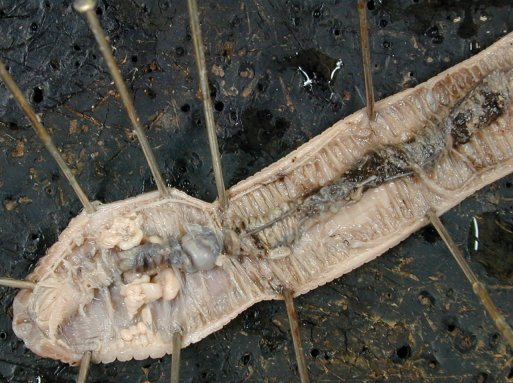
剖开的蚯蚓

体长约60mm-120mm，体重约0.7-4克，最大的有1.5kg。身体呈长圆筒形，褐色稍淡，约由100多个体节组成。前段稍尖，后端稍圆，在前端有一个分节不明显的环带。
腹面颜色较浅，大多数体节中间有刚毛，在蚯蚓爬行时起固定支撑作用和辅助运动作用。
在11节体节后，各节背部背线处有背孔，有利于呼吸，保持身体湿润。蚯蚓是通过肌肉收缩和刚毛的配合向前移动的，具有避强光，趋弱光的特点。蚯蚓体呈圆柱状，细长，各体节相似，节与节之间为节间沟（intersegmental furrow）。头部不明显，由围口节（peristomium）及其前的口前叶（prostomium）组成。口前叶膨胀时，可伸缩蠕动，有掘土、撮食、触觉等功能。围口节为第1体节，口位其腹侧，口前叶下方。肛门在体尾端，呈直裂缝状。自第2体节始具刚毛，环绕体节排列，称环生（Pperichaetine）。刚毛简单，略呈S形，大部分位于体壁内的刚毛囊中。
自11-12节间沟开始，于背线处有背孔（dorsal pore），可排出体腔液，湿润体表，有利于蚯蚓的呼吸作用进行和在土壤中穿行。

## 解剖
蚯蚓剖开后，最明显的器官是黄色的储精囊（Seminal vesicle），各囊球间布满粘膜和结缔组织。储精囊上方是淡黄色的嗉囊（Crop）和砂囊（Gizzard）以及比储精囊小很多的受精囊（Seminal receptacles）。受精囊和口前叶间是咽部（Pharynx）。蚯蚓的脑很小，称为颅内神经节（Cerebral ganglia）。储精囊下方是若干条红色的心脏，呈环状分布，称为主动脉弓（Aortic arches）。心脏后方是一对白色的钙质腺体（Calciferous glands）位于肠子（Intestine）两侧。

## 生殖
蚯蚓是雌雄同体，异体受精。性成熟个体，第14－16体节色暗肿胀，无节间沟，无刚毛（Pheretima hupeiensis腹面有刚毛），如戒指状，称为生殖带或环带（clitellum）。生殖带的形态和位置，因属不同而异。生殖带的上皮为腺质上皮，其分泌物在生殖时期可形成卵茧（cocoon）。
生殖带的第一节即第14体节腹面中央，有一雌性生殖孔（Femaile gonopore）；第18体节腹侧两侧为一对雄性生殖孔（Male gonopore）。纳精囊孔（Seminal receptacle）2～4对，随种类不同而异。
在适宜的条件下，性成熟的蚯蚓能每月繁殖一次。刚产下的卵透明，呈椭圆或纺锤形，最初呈乳黄色，7天左右即变成红色，再经7天左右，即可孵化成小蚯蚓。小蚯蚓至60～70日龄，就性成熟。

## 习性
蚯蚓具有负趋光性的行为，生活在潮湿、疏松和肥沃的土壤中，主要以腐烂叶子为食。大部分的蚯蚓每天可以进食相当于自己体重的食物。它把土吃进体内，将微生物吸收，然后把不能消化的沙土排放出来。

## 寿命
蚯蚓各个种类的寿命长短有所差异。
- 环毛蚓属寿命大多为1年，如普通环毛蚓、希珍环毛蚓，受精卵在土中的蚓茧内越冬，于翌年3～4月孵化，6～7月长为成蚓，9～10月交配，11月间死亡。
- 异毛环毛蚓、湖北环毛蚓、巨环毛蚓，则系多年生种类，寿命超过1年，以成体状态越冬，翌年春季产卵，属于越年生蚯蚓。
- 异唇属、正蚓属蚯蚓寿命较长赤子爱胜蚓可存活4年多，陆正蚓长达6年，长异唇蚓在实验室良好的饲育条件下，可存活5～10年。

## 益处

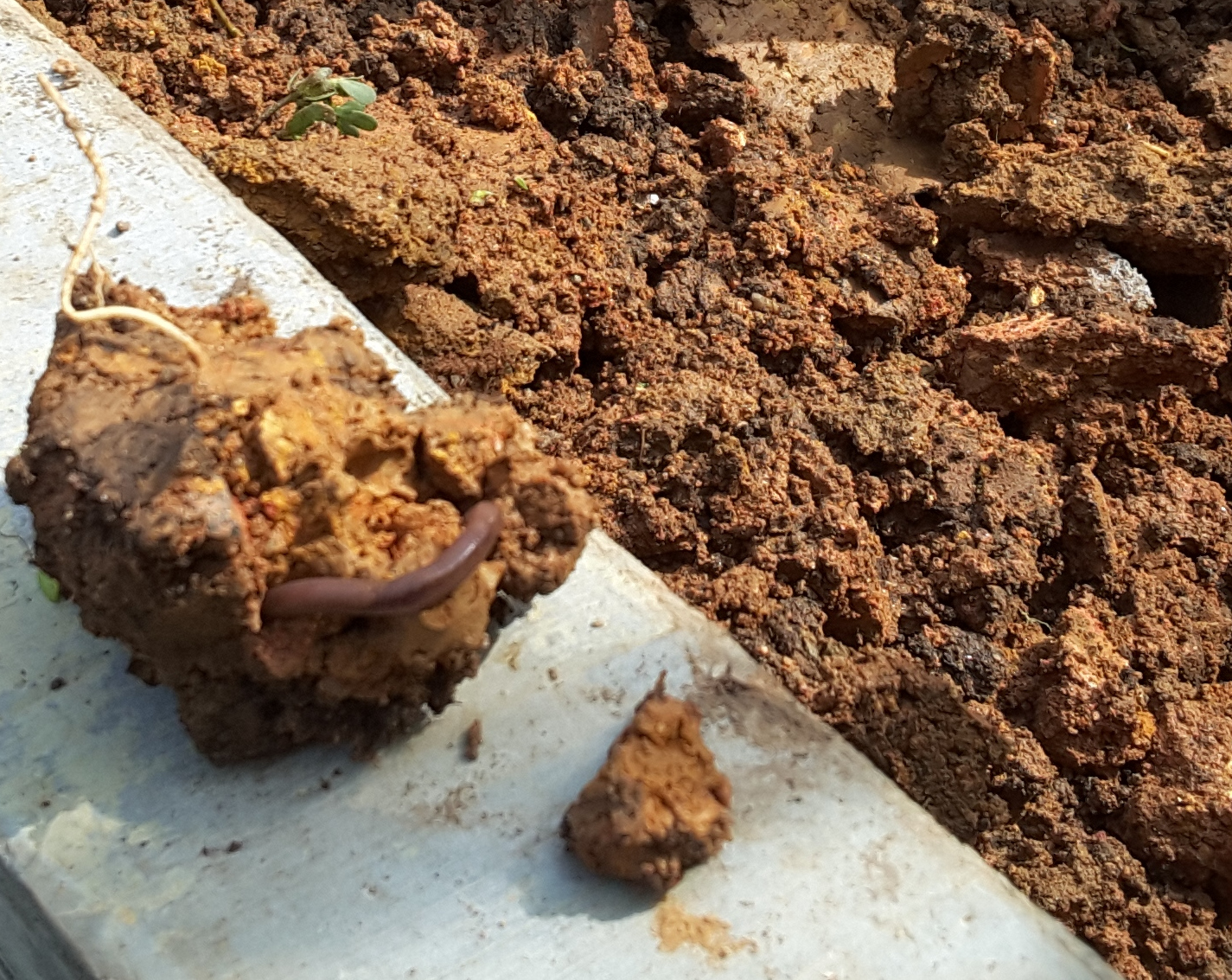
泥土中的蚯蚓

蚯蚓的运动和排泄物对改善土壤的品質非常有益，可使土壤的透气性保持良好，使土壤保持健康状态，对农业有非常重要的作用，被看做是“世界上的基础生物之一”
蚯蚓也是很多高等生物的食物來源。蚯蚓糞富含氮、磷、钾等养分及微生物，是最天然的肥料。
因为蚯蚓对大多数农药和除草剂有反应，透过观察蚯蚓可以判断土壤的品質和毒性。

## 饲养
常见的饲养蚯蚓的方法有器具饲养法、土池饲养法和卧床饲养法。饲养蚯蚓的场地应夏凉避光，冬季避风向阳，并防止蚂蚁、蟑螂、蛙类或鼠类的侵袭，要防止农药、烟雾等的污染，每平方米可养3万条蚯蚓。此外还要控制空气与土壤的湿度和温度，保持饲养场的安静。蚯蚓爱吃的饲料是饲养土，由树叶、稻草、杂草、蛋壳、动物尸体、禽畜粪便、制糖等工业下脚料，以及污泥等组成。要注意饲料中产生的甲烷、氨、硫化氢等有毒气体会令蚯蚓中毒而死。要将大的蚯蚓和小的蚯蚓即时分离。

## 分类及分布
在分類學旳世界，穩定的傳統分類主要參考Michaelsen (1900)及Stephenson (1930)。但自從Fender and McKey-Fender (1990)帶起了有關蚯蚓物種分類的爭議，特別是鉅蚓科物種的分類，使這穩定的分類漸漸被侵蝕。這些年來，不少科學家嘗試為這些物種作合理分類，使蚯蚓的分類在近數十年來不斷變更。現時較常用的系統為Blakemore (2000)的系統：這個系統回歸到舊有Michaelsen (1900)及Stephenson (1930)的原則，而且廣為接受。
以下詳列蚯蚓的各個科及其已知的分佈地點或來源：
- 棘蚓科（Acanthodrilidae）：非洲、北美洲東南部和內陸地區、中美洲、南美洲、大洋洲
- 異尾蚓科（Alluroididae）
- Almidae（英语：Almidae）：分佈於赤道一帶的熱帶地區（包括南美洲、非洲及印亞大陸）[19]
- 真蚓科（Eudrilidae）：非洲熱帶地區
- Exxidae：中美洲、加勒比地區
- 舌文蚓科（Glossoscolecidae）：中美洲、南美洲北部
- 單向蚓科（Haplotaxidae）：
- Hormogastridae：歐洲
- 正蚓科（Lumbricidae）：北半球溫帶地區、溫哥華島、加拿大、日本、歐亞大陸
- 鉅蚓科（Megascolecidae）：東南亞、大洋洲、北美洲西北部
- 鏈胃蚓科（Moniligastridae）：東亞
- 仙女蟲科（Naididae Ehrenberg, 1828）[20]
- Phreodrilidae Beddard, 1891[20]
- 寒䘆蚓科（Ocnerodrilidae）：中美洲、南美洲、非洲
- 八毛蚓科（Octochaetidae）：中美洲、南美洲、西部非洲、印度和新西蘭、澳大利亞
- 吻蚓科（Rhinodrilidae）：[1]
- Sparganophilidae（英语：Sparganophilidae）：新北界及新熱帶界的北美洲和中美洲範圍。
- Sparganophilidae：北美洲
- 綜族蚓科（Syngenodrilidae Smith & Green, 1919）
- Tiguassidae Brinkhurst, 1988
- Tritogeniidae Plisko, 2013

### 作為入侵物種
在約7000個蚯蚓物種，有約150個物種分佈於全世界。這百多個物種有本身見於全世界的，也有因為人類的活動而攜帶至全世界的。

### 引用
1. 1 2  . 臺灣生物多樣性資訊入口網（TaiBIF）.   [2020-08-14]. （原始内容存档于2020-09-15） （中文（繁體））.
2. ↑  李曼韻. . 小麥田. 2016: 43–47. ISBN 9869262368.
3. ↑  . Museum Victoria.   [2013-12-14]. （原始内容存档于2013-12-14）.
4. ↑  The Guinness book of records 1997 edition page 70
5. ↑  The Guinness book of records 1993 edition page 99
6. ↑  唐代韩愈《弥明石鼎联句》: “时于蚯蚓窍，微作苍蝇鸣。”東方虬《蚯蚓賦》：“雨欲垂而乃見，暑即至而先鳴，乍逶迤而蟮曲，或宛轉而蛇行”。宋代苏轼《瓶笙》: ”陋哉石鼎逢弥明，蚯蚓窍作苍蝇声。”歐陽修《杂说》：”蚓食土而饮泉，其为生也，简而易足。然仰其穴而鸣，若号若呼。”崔豹《古今注》云: ”蚯蚓，一名婉嫂，一名曲蟮，善长吟于地中。”
7. ↑  《本草拾遺》：“療溫病大熱，狂言，主天行諸熱，小兒熱病癲癇。”《本草綱目》：“性寒而下行，性寒故能解諸熱疾，下行故能利小便，治足疾而通經絡也。”
8. ↑  《辨證奇聞》(1687) 說：“夫祟最喜潔而惡穢，蚯蚓入水則水穢矣。穢宜鬼魅之所惡，然而水則投病者之喜，病者欲自飲，祟不得而禁之也。”
9. ↑  . 中药标本数据库. 香港浸会大学中医药学院.   [2017-10-20]. （原始内容存档于2016-03-04）.
10. ↑  叶祥苓. . 江苏教育出版社. 1988.
11. ↑  見《正字通．虫部》。
12. ↑  蚯蚓。《爾雅．釋蟲》：「螼蚓，蜸蚕。」《郭璞．注》：「即䖤蟺也。江東呼寒蚓。」《邢昺．疏》：「螼蚓，一名蜸蚕，即䖤蟺也。廣雅云：『䖤蟺，蚯蚓也。』月令：『四月，蚯蚓出。十一月，蚯蚓結。』是也。」
13. ↑  蚯蚓兩字的合音，又叫「螼蚓」。
14. ↑  《說文》：「䖤蟺也。」《玉篇》：「蚯蚓也。」《嵆康 · 琴賦》：「䖤蟺相糾。見䖤字註。」
15. ↑  蚯蚓的別稱，原指鱔魚。
16. ↑  蔡景仙. . 青苹果数据中心. 2015-07-20.
17. ↑  陈晓丹. . 青苹果数据中心. 2013-12-17.
18. 1 2
19. 1 2  van Haaren, Ton. . WoRMS. 2017-05-27  [2020-08-15].

### 書目
- 陳美玲. . 親親文化. 2012-07-01. ISBN 9867988906.

## 延伸阅读
[在维基数据编辑]
 《欽定古今圖書集成·博物彙編·禽蟲典·蚯蚓部》，出自陈梦雷《古今圖書集成》